# Índice de adiposidad corporal
El índice de adiposidad corporal (IAC) es un método para estimar la cantidad de grasa corporal en humanos. El IAC se calcula sin utilizar el peso corporal, a diferencia del índice de masa corporal (IMC). En cambio, usa el tamaño de las caderas en comparación con la altura de la persona. 
Según estudios de población, el IAC es aproximadamente igual al porcentaje de grasa corporal para hombres y mujeres adultos de diferentes etnias.

## Fórmula
El IAC se calcula como:
{\displaystyle {\frac {100\times {\text{circunferencia de la cadera en m}}}{{\text{altura en m}}\times {\sqrt {\text{altura}}}}}-18}
La circunferencia de la cadera (R = 0.602) y la altura (R = −0.524) están fuertemente correlacionadas con el porcentaje de grasa corporal. Al comparar IAC con los resultados de la absorciometría de rayos X de doble energía "estándar de oro" (DXA), la correlación entre el porcentaje de adiposidad derivado de DXA y el BAI en una población objetivo fue R = 0,85, con una concordancia de C_b = 0,95.

## Usos
El IAC podría ser una buena herramienta para medir la adiposidad debido, al menos en parte, a las ventajas sobre otros sistemas mecánicos o eléctricos más complejos. Probablemente, la ventaja más importante de IAC sobre el IMC es que no se necesita peso. Sin embargo, en general parece que el IAC no supera las limitaciones del IMC.
Las ventajas declaradas del IAC son que se aproxima al porcentaje de grasa corporal, mientras que el IMC ampliamente utilizado se sabe que es de precisión limitada, y es diferente para hombres y mujeres con un porcentaje similar de adiposidad corporal; y que no implica pesaje, por lo que puede usarse en ubicaciones remotas con acceso limitado a la báscula. Un estudio detallado publicado en 2012 concluyó que las estimaciones del porcentaje de grasa corporal basadas en IAC no eran más precisas que las basadas en el IMC, la circunferencia de la cintura o la circunferencia de la cadera.
Los índices de adiposidad que incluyen la circunferencia de la cintura (por ejemplo, la relación cintura-altura WHtR) pueden ser mejores que el IAC y el IMC para evaluar el riesgo metabólico y cardiovascular tanto en la práctica clínica como en la investigación.